# Cosacos del mar Negro

Estandartes del ejército de cosacos del mar Negro.
1. La bandera militar de 1788.
3. Las insignias de 1788 otorgadas por Catalina II.
2. Las banderas de 1803 otorgadas por Alejandro I.)

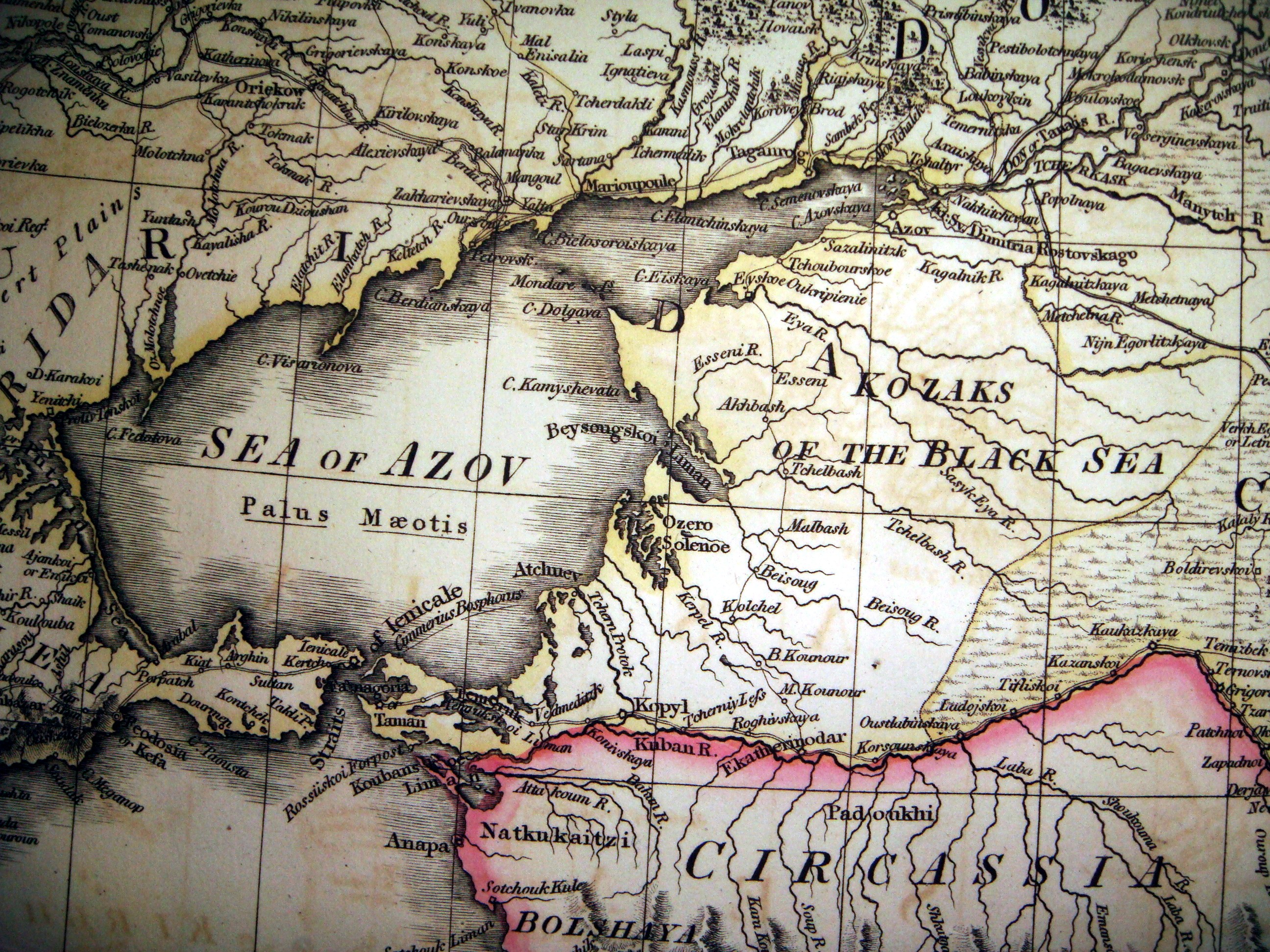
Mapa inglés de 1806 en el que se muestra el territorio de los cosacos del mar Negro.

Los cosacos del mar Negro (en ucraniano: Чорноморське козацьке військо; en ruso: Черномо́рское каза́чье во́йско), también conocidos como Chernomoriya, fue una hueste cosaca del Imperio ruso creada en 1787 en el sur de Ucrania por aquellos cosacos de Zaporizhia que no huyeron para formar la Sich del Danubio. En agosto de 1775, Catalina II mandó destruir la Sich de Zaporozhia, tarea que fue llevada a cabo por el general Petar Tekelija. En 1792, la hueste de los cosacos del mar Negro fue reasentada en el río Kubán. Su territorio comprendía desde la Línea Fortificada de Defensa del Cáucaso, de la cuenca del Kubán, a la del río Bolshaya Labá.

## Historia
La hueste del mar Negro tomó un rol crucial en la guerra ruso-turca de 1787-1792. Como resultado, Catalina II los recompensó con la región de Kubán en el Cáucaso Norte (entre el Kubán y el mar de Azov) por su decreto del 30 de junio de 1792. En aquel momento el área era una región de estepa deshabitada que el Imperio ruso había conquistado en 1784.
Rebautizada como la Hueste Cosaca del Mar Negro por las victorias durante la guerra ruso-turca, un total de 25 000 personas hicieron la migración en 1792-1794 desde Ucrania, asentándose en las regiones del río Kubán. Inicialmente, las tradiciones de Zaporizhia, como la elección democrática del gobierno de la hueste, se mantuvieron entre los cosacos, pero con el tiempo fueron reemplazadas por las rusas.
En lugar de una Sich central, formaron una línea de defensa desde la cuenca del Kubán en el mar Negro hasta la cuenca del Bolshaya Labá y colonizaron la tierra al norte de esta línea con stanitsas.
Se estableció el centro administrativo de Yekaterinodar (literalmente "el regalo de Catalina". Los cosacos del mar Negro siguieron enviando hombres a las principales campañas del Imperio ruso, como la supresión de la insurrección de Kościuszko polaca en 1794, la fallida Expedición persa de 1796 donde casi la mitad de los cosacos murieron de hambre y enfermedades, y enviaron el 9.º plastún (infantería), el 1.º regimiento de caballería y la 1.ª sotnia de la Guardia Leib a ayudar al Ejército Ruso en la Invasión napoleónica de Rusia. Otras participaciones de la nueva hueste se dieron en la guerra ruso-persa (1826-1828) en la que asaltaron el último bastión otomano en la costa norte el mar Negro, la fortaleza de Anapa, que cayó el 12 de junio de 1828. En el curso de la Guerra de Crimea, los cosacos impidieron los intentos de las tropas aliadas de desembarcar en la península de Tamán, mientras los plastún 2.º y 5.º tomaban parte en la épica Defensa de Sebastopol.
Con el paso de los años, los cosacos del Mar Negro continuaron sus penetraciones sistemáticas en las regiones montañosas del Cáucaso Norte. Tomaron parte activa en la fase final de la conquista rusa del Cáucaso Norte, asentándose en las regiones que conquistaban. Para ayudarles, un total de 70 000 cosacos del Bug, Yekaterinoslav y finalmente la hueste de cosacos de Azov inmigraron aquí a mediados del siglo XIX. Con el tiempo, todos estos grupos terminaron formando los cosacos de Kubán, en 1864, noventa años después de que la Sich de Zaporozhia fuera destruida.

## Administración
Desde su creación, el territorio de la hueste fue gobernado por un gobierno militar.  Más tarde, se creó una oficina ejecutiva militar, que era encabezada por el atamán de la hueste. En los asuntos militares, esta oficina estaba subordinada al gobernador militar de Jersón y desde 1802, a la Inspectoría de Crimea. En cuanto a los asuntos civiles, la oficina estaba subordinada al gobernador de la gobernación de Táurida.